# Antonín Karel Nový
Antonín Karel Nový (26. května 1852 Horní Stupno – 17. listopadu 1921 Praha) byl český divadelník, herec, režisér, dramatik, novinář a bankovní úředník, činný především v oblasti ochotnického divadla. Byl dlouholetým účastníkem pražského ochotnického života a spoluzakladatelem Ústřední matice divadelních ochotníků českoslovanských (ÚMDOČ), prvního spolku sdružujícího soubory amatérského divadla v Čechách. Byl otcem herce a dramaturga Národního divadla Miloše Nového a dědečkem populárního filmového a divadelního herce Oldřicha Nového.

## Život

### Mládí
Narodil se v Horním Stupně, pozdější části Břas, nedaleko Rokycan do rodiny Františka Nového a jeho ženy Anny. Vychodil zde obecnou školu, následně pak absolvoval gymnázium v Plzni. S gymnaziálními spolužáky založil v silně poněmčeném prostředí Plzně amatérský divadelní spolek, který hrál představení jakožto bytové divadlo. Pro tyto účely Nový vlastnoručně zhotovil zdobenou oponu a s kolegy také papírové kulisy. V Praze pak vystudoval obchodní školu a roku 1867 se vrátil do Plzně.
Zde čile působil v městském vlasteneckém životě: byl členem plzeňského Hlaholu, městské jednoty Sokola, městské Měšťanské besedy a řadě dalších spolků. Pokračoval též v divadelní činnosti ve zdejším ochotnickém souboru Svornost, díky svému rostoucímu hereckému a režijnímu renomé začal být angažován i dalšími plzeňskými amatérskými divadelními skupinami.

### V Praze
Okolo roku 1870 se přestěhoval do Prahy, kde začal pracovat jako bankovní úředník. Herecky začal působit v té době v Karlíně usídleném divadelním spolku Pokrok v Žižkově, kde poprvé vystoupil roku 1871 a byl následně úspěšně angažován v řadě hlavních a herecky náročných rolích. Jeho častým působištěm byl sál Měšťanské besedy na Královských Vinohradech.
Okolo roku 1880 rozvinul své spolkové aktivity v komunitě ochotnického divadla. Vstoupil do organizace Matice divadelní, kde v roce 1880 zastával funkci tajemníka a roku 1881 pak předsedy. Spolu s místopředsedou spolku Josefem Václavem Fričem pak organizaci transformoval do Ústřední matice divadelních ochotníků českoslovanských, která si kladla ambici sdružovat četné spolky ochotnického divadla. Prvním předsedou se stal A. K. Nový, v pozdějších letech byli jeho předsedy např. Karel Pippich a Jan Ladecký. Rovněž se věnoval psaní divadelních her.
Ve své profesní kariéře pak v I. české spořitelně, kde působil, dosáhl funkce prvního tajemníka.

### Úmrtí
Antonín Karel Nový zemřel 17. listopadu 1921 v Praze ve věku 69 let. Pohřben byl v rodinné hrobce na Olšanských hřbitovech.

### Rodinný život
Byl ženatý s Františkou Novou, rozenou Veverovou, svatba proběhla v Praze roku 1876. Spolu měli syny Miloše, Miroslava a Slavomíra a dceru Ludvíku. Syn Miloš Nový se stal hercem a dramaturgem, který působil v pražském Národním divadle.

## Dílo (dramata)
- Alexandrina (1878)
- Mravní akademie
- Otrok vášně (1881)
- Nihilista
- Žižka pod pantoflem (1881)